# Dennis Poschwatta
Dennis Poschwatta född i Göttingen, Tyskland den 22 juli 1974. Trumslagare i hårdrocksbandet Guano Apes. Bandet splittrades år 2005 men började spela tillsammans igen 2009.